# آن: بخش دوم
آن: بخش دوم (به انگلیسی: It: Chapter Two)، یک فیلم آمریکایی در ژانر فراطبیعی ترسناک به کارگردانی اندی موسکیتی است که در سال ۲۰۱۹ اکران شد. آن: بخش دوم، دنباله‌ای بر فیلم آن (۲۰۱۷) است و فیلم‌نامه آن توسط گری دابرمن بر اساس رمانی به همین نام نوشته استیون کینگ، به رشته تحریر درآمده است. جیمز مک‌آووی، جسیکا چستین، جی رایان، بیل هیدر، جیمز رانسون، عیسی مصطفی و اندی بین از جمله بازیگران فیلم هستند. بیل اسکاشگورد نیز همچون قسمت اول، بازی در نقش پنی‌وایز را برعهده دارد. همچنین گروهی از بازیگران قسمت اول، همچون جیدن مارتل، سوفیا لیلیس، فین ولفهارد، وایات اولف و جک دیلن گریزر نقش‌های خود را در این فیلم تکرار کرده‌اند. داستان فیلم، در سال ۲۰۱۶ و ۲۷ سال بعد از اتفاقات قسمت نخست روی می‌دهد؛ جایی که اعضای باشگاه بازندگان توسط دوست قدیمی خود مایکل به زادگاهشان، دری فراخوانده می‌شوند تا برای رویارویی آخر با دشمن دیرینه خود آماده شوند.
نیو لاین سینما به همراه کمپانی لین پیکچرز، ورتیگو اینترمنت و کاتزاسمیت پروداکشن، تهیه‌کنندگی فیلم را برعهده دارند و شرکت برادران وارنر نیز مسئول پخش و اکران فیلم است. آن: بخش دوم در تاریخ ۶ سپتامبر ۲۰۱۹ به صورت سراسری به روی پرده رفت. فیلم با واکنش متوسطی از سوی منتقدان همراه بود. عملکرد تیم بازیگری (به خصوص هیدر، اسکاشگورد و چستین)، درون‌مایه و وفاداری فیلم به رمان ستایش شد اما زمان طولانی و عدم وجود سکانس‌های ترسناک در مقایسه با قسمت نخست مورد انتقاد قرار گرفت. فیلم یک موفقیت تجاری در گیشه بود و ۴۷۳ میلیون دلار در سراسر جهان فروش کرد در حالی که بودجه ساخت آن ۷۹ میلیون دلار بوده‌است.

## خلاصه داستان
۲۷ سال از اتفاقات ترسناک تابستان سال ۱۹۸۹ می‌گذرد. اعضای باشگاه بازندگان حالا هرکدام بزرگ شده‌اند و زندگی شخصی و مشکلات خود را دارند. همه چیز به‌ظاهر خوب پیش می‌رود، تا اینکه یک تماس تلفنیِ مرموز دوباره آن‌ها را به زادگاه و محل زندگی سابقشان، یعنی شهر دِری بازمی‌گرداند؛ جایی که باشگاه بازندگان دوباره با ترس‌های قدیمیِ خود مواجه می‌شوند و تصمیم می‌گیرند برای نبرد نهایی با دشمن دیرینهٔ خود، یعنی پنی‌وایز، آماده شوند.

## بازیگران
- بیل اسکارشگورد در نقش آن/پنی‌وایز
- جیمز مک‌آووی در نقش بیلی دنبرا
  - جیدن مارتل در نقش جوانی بیلی
- بیل هیدر در نقش ریچارد/ریچی توزیر[E ۱۱]
  - فین ولفهارد در نقش جوانی ریچی
- جسیکا چستین در نقش بورلی مارش
  - سوفیا لیلیس در نقش جوانی بورلی
- جی رایان در نقش بنجامین/بن هنسکوم[E ۱۲]
  - جرمی ری تیلور در نقش جوانی بن
- عیسی مصطفی در نقش مایکل/مایک هنلن
  - چوزن جیکوبس در نقش جوانی مایک
- جیمز رانسون در نقش ادوارد/ادی کسبراک[E ۱۳]
  - جک دیلن گریزر در نقش جوانی ادی
- اندی بین[E ۱۴] در نقش استنلی/استن یوریس[E ۱۵]
  - وایات اولف[E ۱۶] در نقش جوانی استن
- زاویه دولان در نقش ادریان ملون[E ۱۷]
- جس وایکسلر[E ۱۸] در نقش اودرا فیلیپس[E ۱۹]

## ساخت
در ۱۶ فوریه ۲۰۱۶؛ روی لی تهیه‌کننده فیلم در مصاحبه‌ای با وبگاه کلایدر برای اولین بار دربارهٔ جزئیات قسمت دوم فیلم صحبت کرد. او اعلام کرد که‌ گری دوبرمن به همراه اندی موشیاتی طرح داستانی دارند که قرار است بر اساس آن دو فیلم دیگر ساخته شود. در ژوئیه ۲۰۱۷، رسماً اعلام کرد که تولید آن: بخش دوم قطعی شده‌است و پیش تولید از بهار سال آینده کلید خواهد خورد. موشیاتی در مصاحبه خود اعلام کرد: «ما احتمالاً تا ژوئن ۲۰۱۸ کار فیلم‌نامه را به پایان خواهیم رساند و از ماه مارس کارها را جدی تر دنبال خواهیم کرد. قسمت اول فقط دربارهٔ بچه‌ها بود و به بخش اول کتاب می‌پرداخت اما در قسمت دوم ما به سراغ بزرگسالی شخصیت‌ها و بخش دوم کتاب رفته‌ایم. داستان ۳۰ سال بعد از قسمت اول اتفاق می‌افتد.» موشیاتی همچنین دربارهٔ اینکه آیا بازیگران کودک قسمت اول در قسمت دوم حضور دارند یا خیر، پاسخ داد: «ما همه عاشق بچه‌ها هستیم. آن‌ها در جلوی دوربین فوق‌العاده بودند. ما در قسمت دوم فلش بک‌هایی به گذشته و قسمت اول داریم و برای همین بچه‌ها در فیلم حضور خواهند داشت.» در ۲۱ ژوئیه ۲۰۱۷، موشیاتی اعلام کرد که بسیار برای ساخت فیلم دوم مشتاق است: «خیلی خوشحال هستم که داریم این کار را انجام می‌دهیم. چیزی که ما می‌سازیم در واقع دنباله نیست، بخش دوم داستان است. این بخش دیگری از زندگی شخصیت‌های ماست که ارتباط بسیار زیادی نیز با فیلم اول دارد.» موشیاتی همچنین گفت که احتمالاً دو صحنه حذف شده از قسمت اول در قسمت دوم نیز مورد استفاده قرار می‌گیرند. او همچنین اعلام کرد که قسمت دوم تفاوت‌هایی با کتاب خواهد داشت.
کار نوشتن فیلم نامه برعهده‌ ی گری دوبرمن و جفری جورگنسن گذاشته شد و موشیاتی همچون قسمت اول، فقط وظیفه کارگردانی را برعهده گرفت و در نگارش مستقیم فیلم نامه دخالتی نداشت. همچنین خواهر اندی موشیاتی، یعنی باربارا همچون فیلم اول به عنوان یکی از تهیه‌کنندگان به گروه همکاری کرد.
فیلم در تاریخ ۶ سپتامبر ۲۰۱۹ اکران شد.

## واژه‌نامه
1. ↑  Roy Lee
2. ↑  Dan Lin
3. ↑  Seth Grahame-Smith
4. ↑  David Katzenberg
5. ↑  Barbara Muschietti
6. ↑  Lin Pictures
7. ↑  Vertigo Entertainment
8. ↑  KatzSmith Productions
9. ↑  The Losers Club
10. ↑  Derry
11. ↑  Richie Tozier
12. ↑  Ben Hanscom
13. ↑  Eddie Kaspbrak
14. ↑  Andy Bean
15. ↑  Stanley Uris
16. ↑  Andy Bean
17. ↑  Adrian Mellon
18. ↑  Jess Weixler
19. ↑  Audra Phillips